# Es lebe der König, der Vater im Lande
Es lebe der König, der Vater im Lande (in tedesco, "Viva il re, padre del paese") BWV Anh 11 è una cantata di Johann Sebastian Bach.

## Storia
Pochissimo si sa di questa cantata. Venne composta per festeggiare l'onomastico del re Augusto III. Il testo, suddiviso in cinque movimenti, è di Christian Friedrich Henrici. La musica è andata interamente perduta.